# Progenitor

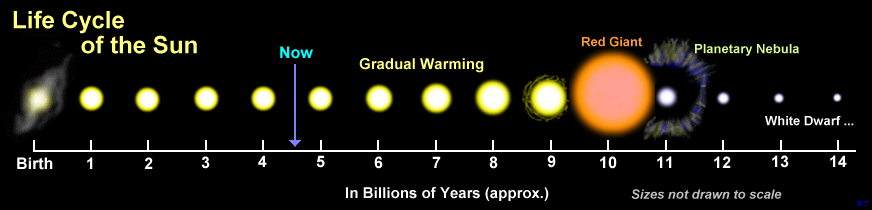
De levenscyclus van de Zon. Een rode reus is de progenitor van een witte dwerg.

Het Hertzsprung-Russelldiagram

Een progenitor is in de astronomie een status van een hemellichaam voorafgaand aan het referentiepunt. Zo is Sanduleak -69° 202a, een Lichtsterke Blauwe Variabele, de progenitor van supernova SN 1987A.
Het Hertzsprung-Russelldiagram toont sterren die met elkaar in lijn liggen. Dit geeft echter geen indicatie voor de levenscycli van sterren maar betreft slechts een momentopname. Zo is de Zon een gele dwerg (hoofdreeks, midden). Over enkele miljarden jaren zal ze opzwellen tot een rode reus (rechtsboven) om vervolgens als witte (linksonder) en uiteindelijk als zwarte dwerg (niet in het diagram opgenomen) te eindigen.